# Inbioluperus
Inbioluperus is een geslacht van kevers uit de familie bladkevers (Chrysomelidae).
De wetenschappelijke naam van het geslacht werd in 1993 gepubliceerd door Clark.

## Soorten
- Inbioluperus costipennis Clark, 1993
- Inbioluperus flowersi Clark, 1993